# Папуняк
Папуняк, наричан още Евразийски папуняк или Циганско петле (Upupa epops) е птица от семейство Папунякови. Среща се и в България.

## Физически характеристики
- Дължината на тялото – 28 – 29 cm.
- Размах на крилете – около 45 – 46 cm.
- Тегло – 50 – 80 гр.
- Полов диморфизъм – слабо изразен.
- Оперение – характерна за него е качулката, която е от подвижни дълги пера, които изправя в знак на емоции, дори и в полет.
- Полет – вълнообразен, подобен на този на дневните пеперуди.
- Гласът му е „уп-уп-уп“, откъдето идва и латинското му наименование Upupa.
- Само мъжкият пее.

## Разпространение и биотоп
В Европа (включително и в България), Африка и Азия. Предпочита полупустинни области, степи, поляни, овощни насаждения, осеяни нарядко с дървета области. Сечта и липсата на стари дървета с хралупи за гнездене прогонват постепенно папуняка от обичайните му местообитания. През месец септември се отправя към Африка на малки групички за зимуване.

## Начин на живот и хранене
Храни се предимно с дребни безгръбначни и най-вече скакалци, щурци и попови прасета. По-едрите разкъсва с удари с човка и понякога ловко подхвърля във въздуха и улавя. Сред природата, когато се храни с естествената си храна, може и да не пие вода. Като предимно степна птица, понякога се „къпе“ в пепел и никога във вода. Основният конкурент за гнездовата база на папуняка е обикновеният скорец и, тъй като той е по-едър, папунякът отстъпва.

## Размножаване
- Моногамни птици.
- Гнездо – евразийският папуняк гнезди в дупки, хралупи, покриви на изоставени селскостопански постройки и други; сменя мястото си на гнездене всяка година. Гнездото е застлано много бедно с клонки и други подходящи материали; то издава силна и лоша миризма.
- Яйца – 4 – 9 броя.
- Мътене – трае 15 – 18 дни и се извършва и от двамата родители. Отначало мъти само женската, а мъжкият я храни. По време на мътенето женската и след това излюпилите се малки отделят силен миризлив секрет от специални жлези, който служи да отблъсква неприятелите им.
- Отглеждане на малките – малките се излюпват почти голи и напускат гнездото на 20 – 27 дневна възраст.

## Допълнителни сведения
На територията на България, както и в повечето европейски страни, е защитен от закона вид.

## Галерия
- Папуняк в защитена зона Мост на Арда, Източни Родопи, България
- Папуняк в защитена зона Мост на Арда, Източни Родопи, България